# Sparkasse Odenwaldkreis
Die Sparkasse Odenwaldkreis ist eine Sparkasse in Hessen mit Sitz in Erbach (Odenwald). Sie ist eine Anstalt des öffentlichen Rechts.

## Geschäftsgebiet und Träger
Das Geschäftsgebiet umfasst den Odenwaldkreis, der auch Träger der Sparkasse ist.

## Geschäftszahlen
Die Sparkasse Odenwaldkreis wies im Geschäftsjahr 2023 eine Bilanzsumme von 1,826 Mrd. Euro aus und verfügte über Kundeneinlagen von 1,373 Mrd. Euro. Gemäß der Sparkassenrangliste 2023 liegt sie nach Bilanzsumme auf Rang 247. Sie unterhält 16 Filialen/Selbstbedienungsstandorte und beschäftigt 320 Mitarbeiter.

## Sparkassen-Finanzgruppe
Die Sparkasse Odenwaldkreis ist Teil der Sparkassen-Finanzgruppe und gehört damit auch ihrem Haftungsverbund an. Er sichert den Bestand der Institute und sorgt dafür, dass sie auch im Fall der Insolvenz einzelner Sparkassen alle Verbindlichkeiten erfüllen können. Die Sparkasse vermittelt Bausparverträge der regionalen Landesbausparkasse, offene Investmentfonds der Deka und Versicherungen der SV SparkassenVersicherung. Im Bereich des Leasing arbeitet die Sparkasse Odenwaldkreis mit der  Deutschen Leasing zusammen. Die Funktion der Sparkassenzentralbank nimmt die Landesbank Hessen-Thüringen wahr.